# Aranjuez (Bolivia)
Aranjuez es una localidad de Bolivia, perteneciente al municipio de Arbieto de la provincia de Esteban Arze en el departamento de Cochabamba. Está situada a escasos 50 km de la ciudad de Cochabamba en el camino al valle alto.
Cuenta con una población de 700 habitantes, de los que 300 son niños en edad escolar.
Viven de la agricultura, principalmente de la cosecha de maíz. 
En la localidad se encuentra el Museo Arqueológico Comunitario Ruinas de Aranjuez que funciona en una infraestructura adaptada, anteriormente una casa comunal, donde se exhiben objetos tallados en piedra, hachas y cerámicas hechas de arcilla, más de 200 piezas de artesanía, y se conservan restos fósiles.
Aquí también se realiza anualmente la Feria de Tradiciones, Costumbres y Arqueología.